# 五嶽劍派
五嶽劍派是金庸作品《笑傲江湖》中的組織，是五個武林派别的合稱，包括嵩山派、泰山派、華山派、衡山派和恆山派。五派各自獨立又互有聯繫，所謂「五嶽劍派，同氣連枝」，各門派間之人會互以長幼輩分稱呼；後併派改稱為五嶽派。早年日月神教「十长老」攻打华山时，五派高手伤亡惨重，许多剑法就此失传，使五派恼羞成怒设计把「十长老」诱入山腹石洞中囚禁而死，十長老心有不甘便在絕命前把盡破五派劍法的方式刻於壁上，後來被令狐沖發現。
雖然五嶽剑派自命為「正派」，但其卑劣手段與門派中人所稱的「魔教」有過之而無不及。在一团和气中更不乏争权夺利的丑行，嵩山派掌門兼五岳劍派盟主左冷禅、华山派掌门岳不羣都想独霸五岳派，为此不惜把陷害、收买、暗杀等卑劣手段都用上。各派内部也不安宁，如华山派有剑、气二宗火并，泰山派有玉玑子等人的吃里扒外等。
接著五岳剑派很不光彩地併为五岳派後，取得五岳派掌门之位的岳不羣故技重施，以邀請觀看失傳劍法為誘餌將嵩山、泰山、衡山等三派之人誘入山腹石洞中趁機囚禁促使他們內訌，不久後左冷禅、林平之等人另循秘道到達此處將三派之人大肆屠杀；岳不羣又以《辟邪劍譜》為誘餌勾結恆山別院的仇松年、西寶和尚、嚴三星、玉靈道人、游迅、張夫人、周孤桐、吳柏英等八名左道人士，要他們用計擒獲已由令狐冲傳授失傳劍招以致未能落入圈套的恆山弟子；而岳不羣的算計亦使本已人數不多的華山弟子受到牽連與泰山弟子大打出手，最後除了恆山以外的四派之人几乎戰死殆尽，儘管衡山派掌門莫大得以倖存但悄然隱退，四派僅剩三十三名無名之輩，从此一蹶不振。
五派的式微并非外敌入侵，而是内部矛盾激化走向内耗的结果。由于内部的勾心斗角常以防范外敌的藉口出现，打扮成正派忠义专横畅行无阻，这样一种劣胜优汰的社会结构必然走向消亡。

## 人物

### 嵩山
- 左冷禪
- 嵩山十三太保
  - 「托塔手」丁勉
  - 「仙鶴手」陸柏
  - 「大嵩陽手」費彬
  - 「大陰陽手」樂厚
  - 「九曲劍」鍾鎮
  - 湯英鹗
  - 趙四海
  - 張敬超
  - 司馬德
  - 「白頭仙翁」卜沉
  - 「禿鷹」沙天江
  - 「神鞭」鄧八公
  - 「錦毛獅」高克新
- 「天外寒松」左挺
- 「千丈松」史登達
- 萬大平
- 狄修

### 泰山
- 東靈道長（泰山派開山祖師）
- 玉磯子
- 玉磬子
- 玉音子
- 玉鐘子
- 天門道長
- 天松道長
- 天柏道長
- 天乙道長
- 建除
- 遲百城

### 華山
- 劍宗
  - 蔡子峰（華山劍宗開山祖師，岳肅師弟）
  - 風清揚
  - 封不平
  - 叢不棄
  - 成不憂

- 氣宗
  - 岳肅（華山氣宗開山祖師，蔡子峰師兄）
  - 「君子劍」岳不羣
  - 「華山玉女」寧中則
  - 令狐沖
  - 勞德諾（嵩山派臥底）
  - 梁發
  - 施戴子
  - 高根明
  - 陸大有
  - 陶鈞
  - 英白羅
  - 岳靈珊
  - 林平之

### 衡山
- 「瀟湘夜雨」莫大
- 劉正風
- 「金眼雕」魯正榮
- 向大年
- 米為義

### 恆山
- 本院
  - 曉風師太（恆山派開山祖師）
  - 定靜師太
  - 定閒師太
  - 定逸師太
  - 儀琳
  - 儀光
  - 儀和
  - 儀清
  - 儀質
  - 儀真
  - 儀文
  - 儀靈
  - 儀敏
  - 儀識
  - 儀淨
  - 秦絹
  - 鄭萼
- 別院
  - 不戒和尚
  - 不可不戒
  - 桃谷六仙
  - 五霸崗群豪

## 武功

### 嵩山
- 大陰陽手
- 大嵩陽神掌
- 寒冰神掌
- 寒冰真氣
- 嵩山劍法
- 萬岳朝宗
- 子午十二劍
- 快慢十七路
- 千古人龍
- 叠翠浮青
- 玉井天池
- 天外玉龍
- 開門見山
- 獨劈華岳

### 泰山
- 泰山十八盤
- 泰山劍法
- 五大夫劍
- 岱宗如何
- 快活三
- 七星落長空
- 石關回馬
- 朗月無雲
- 峻嶺橫空
- 來鶴清泉

### 華山
- 劍宗
  - 獨孤九劍：非華山本門武功，但為劍宗鎮派功夫
  - 奪命連環三仙劍
  - 狂風快劍
  - 華山劍法

- 氣宗
  - 紫霞神功
  - 無雙無對，寧氏一劍
  - 太岳三青峰
  - 淑女劍
  - 養吾劍
  - 希夷劍
  - 玉女劍十九式
  - 豹尾腳
  - 詩劍會友
  - 青山隱隱
  - 白雲出岫
  - 金玉滿堂
  - 截劍式
  - 金雁橫空
  - 有鳳來儀
  - 天紳倒懸
  - 無邊落木
  - 蒼松迎客
  - 古柏森森

### 衡山
- 衡山劍法
- 迴風落雁劍
- 百變千幻衡山雲霧十三式
- 衡山五神劍：乃衡山派最強的劍法，一招包一路
  - 芙蓉劍法---->泉鳴芙蓉
  - 紫蓋劍法---->鶴翔紫蓋
  - 石廩劍法---->石廩書聲
  - 天柱劍法---->天柱雲氣
  - 祝融劍法---->雁迴祝融

衡山七十二峰，以芙蓉、紫蓋、石廩、天柱、祝融五峰最高。衡山派劍法之中，也有五路劍法，分別以這五座高峰為名。所謂衡山五神劍乃是一招包一路，在一招之中，包含了一路劍法中數十招的精要，數十招中的精奧之處，融會簡化而入一招，一招之中有攻有守，威力之強，為衡山劍法之冠，是以這五招劍法，合稱衡山五神劍。當初莫大先生的師祖和師叔祖，在華山絕頂和日月神教十長老交戰斃命。莫大先生的師父年紀較輕，雖練就芙蓉、紫蓋、石廩、天柱、祝融五路劍法，但是只知了大概，而未得師父傳授指點，在嵩山比劍時對於岳靈珊重現五神劍感到相當驚訝。

### 恆山
- 七星劍陣
- 恆山劍法：以圓轉為形，綿密見長，每一招劍法中都隱含陰柔之力，與人對敵之時，往往十招中有九招都是是守勢，只有一招才乘虛突襲。恆山門下均以女尼為主，出家人慈悲為本，女流之輩更不宜妄動刀劍，學武只是為了防身。這『綿里藏針』訣，便如是暗藏鋼針的一團棉絮。旁人倘若不加觸犯，棉絮輕柔溫軟，於人無忤，但若以手力捏，棉絮中所藏鋼針便刺入手掌；刺入的深淺，並非決於鋼針，而決於手掌上使力的大小。使力小則受傷輕，使力大則受傷重。這武功要訣，本源便出於佛家因果報應、業緣自作、善惡由心之意。
- 天長掌法
- 萬花劍法